# 3612 Peale
3612 Peale è un asteroide della fascia principale. Scoperto nel 1982, presenta un'orbita caratterizzata da un semiasse maggiore pari a 2,4394946 UA e da un'eccentricità di 0,1847379, inclinata di 3,37860° rispetto all'eclittica.
L'asteroide è dedicato all'astronomo e planetologo statunitense Stanton J. Peale.